# Hysterical (album)
Hysterical è il terzo album in studio del gruppo musicale indie rock statunitense Clap Your Hands Say Yeah, pubblicato nel 2011.

## Tracce
1. Same Mistake
2. Hysterical
3. Misspent Youth
4. Maniac
5. Into Your Alien Arms
6. In a Motel
7. Yesterday, Never
8. Idiot
9. Siesta (For Snake)
10. Ketamine and Ecstasy
11. The Witness' Dull Surprise
12. Adam's Plane

## Formazione
- Sean Greenhalgh - batteria, percussioni
- Robbie Guertin - tastiere, chitarra, cori
- Alec Ounsworth - voce, chitarra, sintetizzatori
- Lee Sargent - chitarra, cori
- Tyler Sargent - basso